# Anthony Bastié
Pour les articles homonymes, voir Bastié.
Anthony Bastié est un acteur français.

## Filmographie
Acteur de télévision
- 2014 : Ainsi soient-ils (saison 2) : Gaspard
- 2012 : Ainsi soient-ils (série télévisée, saison 1) : Gaspard
- 2011 : Chez Maupassant (épisode Yvette) : Monsieur de Belvigne
- 2010 : Plus belle la vie (saison 7) : Lenny Maisonneuve
- 2010 : Les Toqués (épisode Allô Mars, ici Vénus) : Antoine
- 2010 : Quand vient la peur... d'Élisabeth Rappeneau  : Julien
- 2010 : Camping Paradis (saison 1, épisode 7 Le plus beau jour de leur vie) :  Philippe Vendome
- 2009 : La Tueuse de Rodolphe Tissot : Tristan
- 2008 : Adresse inconnue (épisode Double peine) : Pierre Meylan

Lui-même
- 2011 : Hors-champ: La Tueuse (documentaire court) d’Aurélien Chalon et Alain Sacrez
- 2011 : Interviews: La Tueuse (documentaire court) d’Aurélien Chalon et Alain Sacrez